# فيل قاولد
فيل قاولد (بالإنجليزية: Phil Gould)‏ هو لاعب دوري الرغبي أسترالي، ولد في 15 يوليو 1958.